# Sông Lopburi
Sông Lopburi là một sông nhánh của Sông Chao Phraya ở miền Trung Thái Lan. Nó tách ra khỏi sông Chao Phraya tại Tambon Bang Phutsa, Singburi, chảy qua huyện Tha Wung và thị xã Lopburi, chảy vào Chao Phraya cùng với sông Pa Sak tại thị xã Ayutthaya. Sông dài khoảng 95 km.